# Jack Weston
Jack Weston (Cleveland, Ohio, Ohio, 21 d'agost del 1924 – Nova York, 3 de maig del 1996) va ser un actor teatral, cinematogràfic i televisiu estatunidenc.

## Biografia
El seu veritable nom era Jack Weinstein, i va néixer a Cleveland (Ohio). Weston usualment va interpretar papers còmics en pel·lícules com Cactus Flower (Flor de cactus) i Please Don't Eat the Daisies (No us mengeu les margarides), però també va tenir papers seriosos, com ara el del criminal que, al costat d'Alan Arkin i Richard Crenna, intenta terroritzar i robar a una cega Audrey Hepburn en la pel·lícula del 1967 Wait Until Dark (Sola en la foscor).
El 1981, Weston va actuar a Broadway en la comèdia de Woody Allen The Floating Lightbulb, per la qual va ser nominat al Premi Tony al millor actor. Altres actuacions teatrals van ser Bells Are Ringing (amb Judy Holliday), The Ritz, One Night Stand, i Califòrnia Suite, de Neil Simon.
Weston va estar casat dues vegades, primer amb l'actriu Marge Redmond, amb la qual a vegades va actuar, com en l'episodi del 1963 de The Twilight Zone, "The Bard", en el qual també participava un jove Burt Reynolds. Redmond i Weston es van divorciar, i posteriorment es va casar amb Laurie Gilkes. Aquest matrimoni va durar fins a la mort de Weston, a causa d'un limfoma, a Nova York.

## Filmografia
Filmografia:
- Please Don't Eat the Daisies (1960)
- The Incredible Mr. Limpet (1964)
- The Cincinnati Kid (El rei del joc) (1965)
- Wait Until Dark (Sola en la foscor) (1967)
- The Thomas Crown Affair (El cas de Thomas Crown) (1968)
- Cactus Flower (Flor de cactus) (1969)
- A New Leaf (Cor verd) (1971)
- Gator (1976)
- Cuba (1979)
- The Four Seasons (1981)
- High Road To Xina (La gran ruta cap a la Xina) (1983)
- Rad (1986)
- Ishtar (1987)
- Dirty Dancing (1987)
- Curt circuit 2 (1988)

## Actuacions televisives
El paper televisiu més famós de Weston probablement va ser en la comèdia d'embolics de 1961-1962 The Hathaways (ABC, produïda per Screen Gems), en la qual ell i Peggy Cass adoptaven un trio de ximpanzés (The Marquis Chimps). També va ser convidat per al capítol 38 de la segona temporada, "Fetillada", com a Louis, germà de Gladys Kravitz, com un gran violinista amb un gran trauma del qual Samantha l'ajudava a lliurar-se.
- The Twilight Zone en els episodis: The Monsters Are Due on Maple Street i The Bard
- Tales of the Unexpected
- The Man from O.N.C.L.I.
- El Show de Carol Burnett
- Fetillada

## Premis i nominacions
Nominacions
- 1977: Globus d'Or al millor actor musical o còmic per The Ritz